# Kamniško-Savinjske Alpe
Kamniško-Savinjske Alpe ili Kamniške Alpe (slov. Kamniško-Savinjske Alpe, također i samo Kamniške Alpe ili Savinjske Alpe, njem. Steiner Alpen ili Kamniker Alpen) planinski je lanac na sjeveru Slovenije uz granicu s Austrijom, između rijeka Save i Savinje. 

## Položaj i površina
Kamniško-Savinjske Alpe nalaze se na sjeveru Slovenije uz granicu s Austrijom. Ime su dobile po gradu Kamniku, te po rijeci Savinji.
Površina je približno 900 km2. 
Njihovim istočnim dijelom prolazi granice između slovenskih pokrajina Koruškom i Štajerskom, dok zajedno s Karavankama čine granicu između Koruške i Gorenjske. Na planini Uršlja gora nalazi se povijesna tromeđa između austrougarskih pokrajina: Koroška, Kranjska i Štajerska.

## Podjela Kamniško-Savinjskih Alpa
Kamniško-Savinjske Alpe sastoje se od tri dijela:
- Storžička grupa na zapadnom dijelu (vrhovi Storžič 2132 m i Tolsti vrh 1715 m)
- Grintovečka grupa u srednjem dijelu (vrhovi Jezerska Kočna 2540 m, Kokrska Kočna 2475 m, Grintovec 2558 m - najviši vrh, Skuta 2532 m, Kranjska 2543 m i Koroška Rinka 2433 m, Turska gora 2251 m, Brana 2253 m, Planjava 2294 m i Ojstrica 2350 m; između Planjave i Brane nalazi se Kamniško sedlo 1903 m - prijelaz između južne i sjeverne strane skupine
- Krške visoravne na istočnom dijelu (Velika planina i Dleskovška planota)

## Turizam
Turizam je najviše razvijen u Logarskoj dolini (slap Rinka), te u Kamniškoj Bistrici. Krvavec i Velika planina vrlo su posjećena skijališta, prvenstveno zbog blizine glavnog grada Ljubljane. Vrhovi Kamniško-Savinjskih Alpa čest su planinarski cilj. Također postoji veliki broj alpinističkih smjerova.
Najpoznatije prirodne znamenitosti:
- Ledenjak pod Skutom - uz Triglavski ledenjak, jedini preostali u Sloveniji
- Planšarsko jezero
- Izvor Kamniške Bistrice
- Velika planina
- Trbiška zijalka
- Robanov kot
- Logarska dolina
- Slap Palenk
- Slap Rinka

## Vanjske poveznice
|  | Zajednički poslužitelj ima još gradiva o temi Kamniške Alpe |